# 生僻字 (歌曲)
生僻字是中国独立音乐制作人陈柯宇于2017年11月作词作曲的一首华语单曲，编曲者为郑天宇，歌词中有几段罗列了很多日常生活中使用频率较低的生僻字。2018年12月，他在抖音短视频上发布了自己演唱这首歌曲的视频，后该歌曲开始走红，并衍生出其他填词版本。

## 创作历程
歌曲的作词和作曲者陈柯宇出生于1990年，是中国江苏省苏州市人，毕业于四川音乐学院，经营着一家婚庆公司，2015年起开始成为一名独立音乐人。陈柯宇创作生僻字的灵感来自于「又双叒叕」之类的网络用语，这个网络用语中的汉字均由「又」这个偏旁组成，强调「又」这个意思，但其中「叒」和「叕」属于生僻字，日常生活中很少用到，其正确读音也很少被人知晓，于是陈柯宇决定用这些生僻字作词创作歌曲。他先收集了几百个生僻字并查阅相关资料，然后从中挑选出70多个编成歌词。陈柯宇表示挑选的时候会偏向于挑选普通高等学校招生全国统一考试语文科目中要求掌握的字词，并考虑押韵。作完词曲后刚开始配唱时，陈柯宇花费几天时间练习才成功流利地演唱出来。2017年11月，他把歌曲以单曲的形式发布，但反响不多，他的朋友也表示此歌曲演唱难度太大所以很难流行起来，但陈柯宇认为自己的歌曲具有独创性，应该有走红的可能。2018年12月，陈柯宇在抖音短视频上发布了自己演唱生僻字的视频，发布后三小时间即收到100万个点赞，发布后三天点赞数升到250万个，并收到大量的留言评论和转发。

## 影响
生僻字走红后，有一些学校的语文教师将布置作业要求学生学习生僻字中的生僻字的读音、写法和释义。有学生表示他通过生僻字歌词学到的一些生僻字刚好出现在语文考试试题上，并给陈柯宇留言表示感谢。此外，这首歌除了在中国走红，也吸引了一些在学习中文的非中文母语者的翻唱。也有人改编歌词，创作出其他版本的生僻字。

## 争议
有网友称生僻字的前奏与《剑侠情缘网络版叁》中的地图背景音乐戈壁类似，故置疑生僻字的原创性。对此，陈柯宇咨询了编曲者郑天宇，郑天宇表示之所以前奏听起来类似，是因为使用了同一个公共竹笛音色采样资源。陈柯宇也声明自己反对抄袭，表示欢迎听众的监督，并分享了自己在创作生僻字过程中和朋友的微信聊天记录。对此回应，网友意见不一，有网友表示只是在同一个素材的基础上进行创作而已，不属于抄袭；也有网友不满此解释，认为相似度太高。

## 评价
| 評論得分             | 評論得分 |
| 來源                 | 評分     |
| -------------------- | -------- |
| 豆瓣（2019年8月8日） | 4.3/10   |

《南方日报》评论员丁建庭表示，生僻字这首歌曲有利于让更多人更好地了解中国的汉字文化，具有教育意义，希望以后能有更多这种寓教于乐的歌曲。
《新京报》评论员翠红表示不应该过度夸大生僻字的好处，因为大部分生僻字在日常的学习和生活中根本用不到。网友也指出，歌词中存在着生僻字的强行堆砌现象，导致一旦脱离了歌曲的环境，便难以记忆，或者是会唱生僻字，但不知道对应的生僻字的释义，不知道如何运用。

## 改编作品
生僻字流行之后，出现了一些改编版本，这些改编版本是其他作词者对歌曲进行重新填词而创作出来的，有些还涉及到特定领域中的生僻字。陈柯宇也参与了其中个别改编版本的演唱。
2019年1月，中国四川省成都市公安局在抖音短视频上发布普法版生僻字，在歌词中列举了一些常见的违法行为。2019年3月中国人民政治协商会议第十三届全国委员会第二次会议和第十三届全国人民代表大会第二次会议期间，检察版生僻字发布，歌词中介绍和宣传了中华人民共和国检察院，同时邀请陈柯宇演唱并录制音乐视频。4月19日，该版本获“2019全国党媒看两会”评委推荐作品奖。2019年6月25日即禁止药物滥用和非法贩运国际日的前一天，中国上海市夏阳街道戒毒所的民警发布戒毒版生僻字，介绍了毒品的种类和危害。2019年7月，来自四川成都翟杰创作了垃圾分类版的生僻字，列举了一些常见垃圾的分类方法。这些改编版本的歌词中不包含生僻字。
一些改编版本的的歌词中则包含了特定领域中的生僻字。2019年2月，山西省中医院发布中医药学版的生僻字，歌词中介绍了中药、经脉、穴位和病征等中医学知识，其中便包含生僻字。2019年5月，中国科学技术大学的研究员袁岚峰等人将原曲改编为元素周期表版本的生僻字，歌词中列出了元素周期表的所有元素，而大部分化学元素的中文名称较为生僻。
生僻字也有汉语以外的外语填词版本。四字熟语是日语版本的填词，介绍了日语中的四字成语。